# LaMia
LaMia, abbreviazione di Línea Aérea Mérida Internacional de Aviación, era una compagnia aerea charter boliviana con sede a Santa Cruz de la Sierra sussidiaria di Ecojet Airlines. Ebbe origine da una precedente compagnia aerea venezuelana che portava lo stesso nome. Fondata nel 2015, LaMia possedeva a novembre 2016 tre aeromobili Avro RJ85. In seguito a un incidente che coinvolse uno dei suoi aerei nel novembre 2016, nel quale perirono molti membri della squadra di calcio brasiliana Chapecoense, le autorità di aviazione civile boliviane sospesero il certificato di operatore aereo della compagnia.

## Storia

### LaMia (Venezuela)
La compagnia aerea boliviana LaMia nacque da una precedente compagnia aerea venezuelana fondata come LAMIA, CA nel 2009 dall'uomo d'affari spagnolo Ricardo Albacete. Il nome scelto, denominato LaMia, era l'acronimo di Línea Aérea Mérida Internacional de Aviación. Prese in consegna un ATR 72 preso in leasing dalla Swiftair e intendeva iniziare il servizio da Mérida, in Venezuela, la sua base originale, tuttavia non riuscì a garantire il proprio certificato di operatore aereo e chiuse nell'ottobre 2010 dopo aver operato solo da agosto, e Swiftair riottenne il suo aereo. Dopo la scadenza dei permessi, LaMia tentò un rilancio nel 2011 acquisendo un Avro RJ85 e concentrandosi sui voli nazionali, sebbene nessuno operato da Mérida. In seguito la compagnia aerea si trasferì nello stato di Nueva Esparta: la compagnia aerea cambiò la M nel suo nome in Margarita e pianificò di ricominciare all'inizio del 2014 operando da Porlamar. Il volo inaugurale del novembre 2013 vide a bordo il governatore dello Stato Carlos Mata Figueroa, che viaggiò con Albacete per tenere un discorso in elogio del presidente venezuelano Nicolás Maduro; anche questa attività commerciale fallì a causa del peggioramento della crisi economica del Paese. Nel 2014 LaMia spostò per un anno i suoi aerei nello Stato venezuelano del Trujillo con l'intento di operare voli da Valera a Caracas, ma questi sforzi terminarono con un nulla di fatto non avendo ricevuto la certificazione dall'Istituto nazionale venezuelano dell'aviazione civile (INAC).

### LaMia (Bolivia)
Dopo i ripetuti fallimenti in Venezuela, i proprietari decisero di affittare i loro tre RJ85 a imprenditori boliviani; con l'intento di ridurre i costi, la compagnia boliviana adottò il nome LaMia, già presente nella livrea degli aerei, quindi nel novembre 2015 la compagnia aerea boliviana LaMia, costituita come LAMIA Corporation SRL, aprì i suoi uffici a Santa Cruz de la Sierra, e ricevette il permesso dall'autorità nazionale boliviana dell'aviazione civile per operare voli charter. Le operazioni commerciali iniziarono nel gennaio 2016, e la flotta della società comprendeva tre aerei RJ85 con una capacità di 95 passeggeri, tuttavia due di questi non furono mai impiegati. Il coordinatore delle operazioni Mario Pacheco dichiarò che i principali clienti a cui si rivolgeva compagnia aerea erano società di estrazione di risorse e minerarie pubbliche e private, agenzie di viaggio e squadre sportive; le squadre di calcio erano infatti i clienti più frequenti, e la compagnia aerea aveva trasportato le squadre nazionali di Argentina, Bolivia e Venezuela, nonché l'Atlético Nacional colombiano, il Club Olimpia del Paraguay e le squadre locali Oriente Petrolero, The Strongest e Club Blooming.
All'indomani dello schianto del volo 2933 la DGAC, l'autorità aeronautica della Bolivia, sospese la licenza operativa di LaMia, e il ministero del lavoro boliviano rivelò che la compagnia aerea non era un'azienda registrata dal governo come previsto dalle leggi boliviane.

## Affari societari
La società era di proprietà di Gustavo Vargas Gamboa; il suo socio Miguel Alejandro Quiroga Murakami svolgeva l'attività di pilota per la compagnia e morì nell'incidente del volo 2933. Al 30 novembre 2016 la compagnia aerea contava otto dipendenti.
Albacete, il proprietario della compagnia aerea venezuelana proprietaria della flotta della compagnia boliviana, riferì alla stampa spagnola che, sebbene fosse emotivamente colpito dal disastro, non era coinvolto nelle operazioni della compagnia boliviana.
Il 6 dicembre Vargas Gamboa, che dichiarò di aver presentato le dimissioni dalla compagnia tre giorni prima dello schianto, il 25 novembre, fu arrestato insieme ad altri due dipendenti LaMia, e lo stesso giorno l'autorità boliviana per l'aviazione civile sequestò diversi documenti nel quartier generale della compagnia aerea di Santa Cruz. L'altro socio della compagnia, Miguel Quiroga, aveva un mandato d'arresto emesso dal governo boliviano per aver lasciato l'aeronautica militare boliviana prima di quanto previsto senza completare l'addestramento da pilota: l'aeronautica militare infatti scoprì che Quiroga e altri quattro piloti addestrati non avevano fornito una giustificazione valida per interrompere anzitempo il servizio militare.
Nel maggio 2017 la rete televisiva statunitense CNN rivelò che la polizza assicurativa della LaMia, stipulata con l'assicuratore boliviano Bisa, era scaduta da ottobre 2016; nonostante la polizza non coprisse i voli per la Colombia, che l'assicuratore aveva incluso di una clausola di esclusione geografica insieme a diversi paesi africani, nonché Perù, Afghanistan, Siria e Iraq, la compagnia aerea ottenne comunque il permesso di volare in Colombia in almeno otto occasioni.

## Flotta
Al 30 novembre 2016, dopo la distruzione del CP-2933, la flotta LaMia era composta da due soli aeromobili Avro RJ85 da 95 passeggeri.
La commissione investigativa multinazionale decise, il 7 dicembre, di sequestrare i due velivoli rimasti nell'ambito dell'indagine. L'aeronautica militare boliviana rivelò in seguito l'esistenza di una causa contro la compagnia per un debito di 35.550 peso boliviani dovuti per la manutenzione dell'aereo precipitato dal 2014 che la compagnia non pagò.

## Incidenti
La notte del 28 novembre 2016 alle 22:33 circa (ora di Bogotá), il volo LaMia 2933, che trasportava 77 passeggeri per lo più composti dalla squadra di calcio brasiliana Chapecoense, partì da Santa Cruz de la Sierra (Bolivia) in direzione di Medellín (Colombia); in prossimità dell'aeroporto della città colombiana l'aereo si schiantò al suolo dopo aver esaurito le scorte di carburante. Dei 77 passeggeri 71 persero la vita. Miguel Quiroga, comandante dell'aereo abbattuto, era anche co-proprietario della compagnia aerea. L'incidente mise in luce diverse lacune nella sicurezza della compagnia aerea: LaMia non rispettava le normative IATA che avrebbero consentito una migliore gestione delle conseguenze dell'incidente; al contrario la società dovette chiedere l'assistenza di Avianca, la compagnia di bandiera colombiana, e dei governi colombiano e brasiliano per localizzare e trasportare i parenti delle vittime e per la gestione logistica delle salme. In seguito il governo boliviano procedette alla sospensione della licenza di LaMia il 1º dicembre.